# Diamentowa Liga
Diamentowa Liga (ang. Diamond League) – cykl najbardziej prestiżowych mityngów lekkoatletycznych, który rozgrywany jest od sezonu 2010 i zastąpił Golden League. Diamentowa Liga składa się z co najmniej 12 mityngów. Odbywają się one w Chinach, USA, w Europie oraz na Bliskim Wschodzie w Dosze oraz także od 2022 r. w Polsce na Stadionie Śląskim (Memoriał Kamili Skolimowskiej). Zawodnicy, którzy zgromadzą najwięcej punktów w klasyfikacji generalnej swojej konkurencji, otrzymują diament o wartości 80 tys. dolarów. Lekkoatleci i lekkoatletki rywalizują w sumie w 32 konkurencjach.

## Sposób punktowania
Każda z 32 konkurencji (po 16 dla kobiet i mężczyzn) występuje siedmiokrotnie w sezonie. Czołowa trójka każdych zawodów otrzymuje punkty wedle poniższego schematu. Zawody finałowe są punktowane podwójnie.
- 1. miejsce: 4 punkty (finał: 8 punktów)
- 2. miejsce: 2 punkty (finał: 4 punkty)
- 3. miejsce: 1 punkt (finał: 2 punkty)

Cykl mityngów wygrywa osoba, która w klasyfikacji „Diamond Race” zdobyła najwięcej punktów. W przypadku tej samej liczby punktów decyduje ilość zwycięstw. W przypadku dalszego remisu liczy się miejsce w zawodach finałowych.

W klasyfikacji generalnej uwzględnia się tylko zawodników, którzy brali udział w zawodach finałowych (w Zurychu lub Brukseli).
Od edycji 2016 zmieniono system punktacji, i tak:
- 1. miejsce: 10 punktów (finał: 20 punktów)
- 2. miejsce: 6 punktów (finał: 12 punktów)
- 3. miejsce: 4 punkty (finał: 8 punktów)
- 4. miejsce: 3 punkty (finał: 6 punktów)
- 5. miejsce: 2 punkty (finał: 4 punkty)
- 6. miejsce: 1 punkt (finał: 2 punkty)

Od edycji 2017 ponownie zmieniono system punktacji, i tak:
- 1. miejsce: 8 punktów (zawody kwalifikacyjne)
- 2. miejsce: 7 punktów (zawody kwalifikacyjne)
- 3. miejsce: 6 punktów (zawody kwalifikacyjne)
- 4. miejsce: 5 punktów (zawody kwalifikacyjne)
- 5. miejsce: 4 punkty (zawody kwalifikacyjne)
- 6. miejsce: 3 punkty (zawody kwalifikacyjne)
- 7. miejsce: 2 punkty (zawody kwalifikacyjne)
- 8. miejsce: 1 punkt (zawody kwalifikacyjne)

## Lista mityngów
W kalendarzu Diamentowej Ligi IAAF umieścił mityngi, które znajdowały się w Golden League (z wyjątkiem mityngu ISTAF w Berlinie) oraz wybrane zawody cyklu World Athletics Tour. Pierwszy terminarz nowego cyklu IAAF opublikował 16 czerwca 2009.
| Data zawodów w sezonie 2025 | Zawody                                         | Gospodarz | Stadion                                   |
| --------------------------- | ---------------------------------------------- | --------- | ----------------------------------------- |
| 26 kwietnia                 | Wanda Diamond League Xiamen                    | Xiamen    | Xiamen Egret Stadium                      |
| 3 maja                      | Yangtze River Delta Athletics Diamond Gala     | Shaoxing  | Shaoxing China Textile City Sports Center |
| 16 maja                     | Doha Meeting                                   | Doha      | Qatar SC Stadium                          |
| 25 maja                     | Meeting international Mohammed VI d’athlétisme | Rabat     | Complexe Sportif Prince Moulay Abdellah   |
| 6 czerwca                   | Golden Gala                                    | Rzym      | Stadio Olimpico                           |
| 11–12 czerwca               | Bislett Games                                  | Oslo      | Bislett Stadion                           |
| 14–15 czerwca               | Bauhaus-Galan                                  | Sztokholm | Olympiastadion                            |
| 20 czerwca                  | Meeting de Paris                               | Paryż     | Stade Charléty                            |
| 5 lipca                     | Prefontaine Classic                            | Eugene    | Hayward Field                             |
| 11 lipca                    | Herculis                                       | Monako    | Stade Louis II                            |
| 19 lipca                    | London Athletics Meet                          | Londyn    | Olympic Stadium                           |
| 15–16 sierpnia              | Memoriał Kamili Skolimowskiej                  | Chorzów   | Stadion Śląski                            |
| 20 sierpnia                 | Athletissima                                   | Lozanna   | Stade Olympique de la Pontaise            |
| 22 sierpnia                 | Memorial Van Damme                             | Bruksela  | Boudewijnstadion                          |
| 27–28 sierpnia              | Weltklasse Zürich                              | Zurych    | Letzigrund Stadion                        |